# Asahi Production
Asahi Production (株式会社旭プロダクション?, Asahi Purodakushon) è uno studio di animazione giapponese fondato il 1º giugno 1973 con sede a Nerima in Tokyo.

## Storia
Inizialmente specializzato nella produzione di video promozionali, lo studio fu fondato il 1º giugno 1973. La sua principale attività e fonte di guadagno consisteva nella realizzazione di video promozionali per diverse aziende tra cui Asahi Kasei e Nihon songai hoken kyōkai (associazione per le assicurazioni in Giappone) e una tra le prime aziende associate ad esso era Tokyo Movie Co., Ltd e Tokyo Movie Shinsha (oggi col nome di TMS Entertainment). Nel corso degli anni, lo studio ha continuato a crescere, aggiungendo studi specializzati in animazione digitale e CGI, e negli anni 2000 entra in collaborazione per animare i personaggi dell'azienda Sanrio, tra cui Hello Kitty. Nel 2009, lo studio annuncia l'apertura di una filiale a Shiroishi, nella prefettura di Miyagi, e solamente nel 2014, lo studio incomincia ad investire in produzioni proprie anziché di accettare principalmente lavori subappaltati. Nel febbraio 2021 entra in collaborazione col gruppo Groove. La sede principale si trova a Nerima in Tokyo.

## Produzioni

### Serie TV

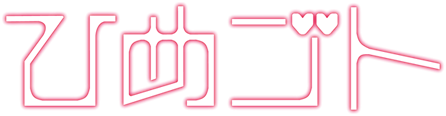
Logo dell'anime Himegoto.

| Titolo                                        | Anno di produzione | Episodi | Note e fonti          |
| --------------------------------------------- | ------------------ | ------- | --------------------- |
| Yancharu Moncha                               | 1999-2002          | 80      | [ 6 ]                 |
| Hello Kitty - Alla ricerca delle mele magiche | 2006               | 13      | [ 7 ] [ 8 ]           |
| Usahana: Yumemiru Ballerina                   | 2006               | 7       | [ 7 ]                 |
| Kerokero Keroppi: Hasunoue Town Kiki Ippatsu! | 2006               | 6       | [ 7 ] [ 9 ]           |
| Hello Kitty - Il bosco dei misteri            | 2007               | 13      | [ 7 ]                 |
| Sugarbunnies                                  | 2007               | 13      | [ 7 ]                 |
| Blue Drop                                     | 2007               | 13      | [ N 1 ] [ 7 ] [ 10 ]  |
| Hello Kitty - Parallel Town                   | 2007-2008          | 27      | [ 7 ]                 |
| Sugarbunnies: Chocolat!                       | 2008               | 27      | [ 7 ] [ 11 ]          |
| Sugarbunnies: Fleur                           | 2009               | 26      | [ 7 ]                 |
| Super Robot Wars OG: The Inspector            | 2010-2011          | 26      | [ 12 ]                |
| Picchipichi Shizuku-chan                      | 2012-2013          | 52      | [ 12 ]                |
| Himegoto                                      | 2014               | 13      | [ 12 ]                |
| Orenchi no furo jijō                          | 2014               | 13      | [ 12 ]                |
| Funassyi no Funafunafuna Biyori               | 2015               | 130     | [ 12 ] [ 13 ]         |
| Million Doll                                  | 2015               | 12      | [ 14 ]                |
| Onsen yōsei Hakone-chan                       | 2015               | 13      | [ N 2 ] [ 12 ]        |
| Pan de Peace!                                 | 2016               | 13      | [ 12 ] [ 15 ]         |
| Omae wa Mada Gunma o Shiranai                 | 2018               | 12      | [ 16 ]                |
| Namu Amida Butsu! Rendai Utena                | 2019               | 12      | [ 12 ]                |
| Heaven's Design Team                          | 2021               | 12      | [ 12 ] [ 17 ]         |
| Wave!! Surfing Yappe!!                        | 2021               | 12      | [ N 3 ] [ 12 ] [ 18 ] |
| Peach Boy Riverside                           | 2021               | 12      | [ 12 ] [ 19 ]         |
| Girls' Frontline                              | 2022               | 12      | [ 12 ]                |
| Ars no Kyojū                                  | 2023               | 12      | [ 12 ]                |
| Otonari ni Ginga                              | 2023               | 12      | [ 12 ]                |
| B-Project Passion*Love Call                   | 2023               | -       | [ 20 ]                |
| Mahō Shōjo ni Akogarete                       | 2024               | -       | [ 21 ]                |

### Film

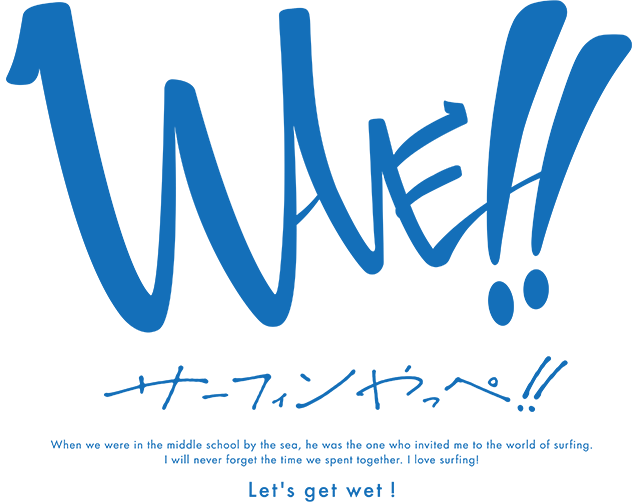
Logo del film anime Wave!! Surfing Yappe!!.

| Titolo                                                    | Data di pubblicazione          | Note e fonti          |
| --------------------------------------------------------- | ------------------------------ | --------------------- |
| Haru no Ashioto The Movie: Ourin Dakkan                   | 31 marzo 2006                  | [ 7 ]                 |
| Gekijō-ban Heart no Kuni no Alice: Wonderful Wonder World | 30 luglio 2011                 | [ 22 ]                |
| Kushimitama Samurai                                       | 14 novembre 2014               | [ 23 ]                |
| Santa Company: Christmas no Himitsu                       | 29 novembre 2019               | [ 24 ]                |
| Wave!! Surfing Yappe!!                                    | 2 ottobre 2020-30 ottobre 2020 | [ N 4 ] [ 12 ] [ 18 ] |

### OAV ed ONA
| Titolo                                                     | Anno di produzione | Episodi | Note e fonti   |
| ---------------------------------------------------------- | ------------------ | ------- | -------------- |
| Angel Blade Punish!                                        | 2004-2005          | 3       | [ 25 ]         |
| Tokimeki Memorial 4 Original Animation: Hajimari no Finder | 2009               | 1       | [ 26 ]         |
| Sorette Dakara ne!                                         | 2011               | 1       | [ 27 ]         |
| Heroes: Battle Disk Densetsu                               | 2013               | 26      | [ 28 ]         |
| Chōyū Sekai                                                | 2017               | 20      | [ N 5 ] [ 12 ] |